# Letecký odznak parašutisty
Letecký odznak parašutisty, neboli Odznak výsadkáře vojenského letectva, (německy: Fallschirmschützenabzeichen der Luftwaffe) byl německý válečný odznak, který byl udělován za šest seskoků nebo za zásluhy v bojové činnosti, za zranění a za příkladné velení v boji. Byl zaveden 16. listopadu 1936 výnosem nejvyššího velitele vojenského letectva Luftwaffe a říšského ministra pro letectví Hermanna Göringa. Během druhé světové války bylo uděleno zhruba 32 600 kusů Odznaků výsadkáře vojenského letectva.
Odznak vyrábělo více německých firem. Vyráběn byl ze zinku nebo z jiných barevných kovů. Letecký odznak parašutisty se skládá ze dvou snýtovaných částí – z postříbřeného oválného věnce a střemhlav letící pozlacené orlice, která drží v drápech hákový kříž. Samotný dubovo-vavřínový věnec má šířku přibližně 41,5 mm a výšku 53 mm a dole je svázaný třemi 1,5 mm širokými stužkami.